# Philippe Hatil
Philippe Hatil (né le 1er août 1958 à Dreux) est un athlète français, spécialiste du 110 m haies.

## Biographie
Il remporte quatre titres de champion de France, deux sur 110 m haies en 1981 et 1982, et deux en salle sur 60 m haies en 1982 et 1983.

### Palmarès
- Championnats de France d'athlétisme :
  - vainqueur du 110 m haies en 1981 et 1982.
- Championnats de France d'athlétisme en salle :
  - vainqueur du 60 m haies en 1982 et 1983.

### Records
| Épreuve     | Performance | Lieu | Date |
| ----------- | ----------- | ---- | ---- |
| 110 m haies | 13 s 87     |      | 1981 |